# エレナ (スーパーマーケット)
株式会社エレナ（ELLENA CORPORATION）は、長崎県佐世保市に本社を置くスーパーマーケット・チェーンである。

## 概要
1959年4月に「中村食品ストアー」として開業し、1979年7月に1000万円の資本金を出資し、株式会社中村ストアーに組織改編される。その後、店舗ブランドは「中村ストアー」を経て、現在の「エレナ」となった。この名称は社員公募によって決められ、2名の社員がそれぞれ「エレガントナカムラ」、「エレベートナカムラ」の略として出したアイデアである。2011年6月に商号変更され、これまで愛称や店舗名として親しまれてきた「エレナ」は企業名となった。
食品スーパーマーケットだけでなく、ダイソーやTSUTAYAのフランチャイズ運営も行っており、五島列島の店舗は株式会社ドゥイングによるフランチャイズ運営となっている。長崎県内に集中しているが、佐賀県にも数店舗出店している。
2013年11月には、通常の「エレナ」よりも店舗規模が小さく、生鮮食料品を中心とした生活必需品をひと通り買うことができる小型店舗業態「エレナmini（エレナミニ）」を立ち上げ、三ヶ町商店街に「エレナmini サンクル店」をオープンした（折り込みチラシがオープニングセール時以外は原則行わないほか、ポイント3倍セールなどの各種セールも実施されなかった、2023年8月31日をもって閉店）。
2014年11月には、食品スーパーと直売所を併せ持った新業態店舗「なかよし村」を立ち上げ、その第1号店として諫早市に「なかよし村 有喜店」をオープン。「エレナ 大野店」への移転・閉店後も建物が残っていた旧「エレナ 瀬戸越店」跡も「なかよし村」へ転換され、2号店となる「なかよし村 瀬戸越店」として約4年3ヶ月ぶりに再開業した（なお、瀬戸越店は2020年2月29日をもって閉店し、跡地は同年5月14日に生鮮&業務スーパーが開業した）。2015年4月には佐賀県唐津市に3号店となる「なかよし村 北波多店」をオープンした（佐賀県では初の「なかよし村」店舗）。
2015年11月には、最寄り店舗までの距離が遠い・自家用車が無い・介護などの諸事情で買い物に行けないなど、いわゆる買い物難民のニーズに応えるべく、日産・NT100クリッパーをベースにし、牛乳・パン・卵・米・野菜・ウインナー・ハムなどの食料品を中心に取り扱う「パオパオ号」を導入し、移動販売（移動スーパー）事業を開始した。2019年1月時点では、日曜日やお盆・年末年始を除く月曜日～土曜日に運行されている。運行ルートは曜日ごとに決まっており、途中老人福祉施設も巡回する。
2022年3月に「エレナサポートオフィス」が稼働したことに伴い、大塔店内にあった本部機能が独立する形で移転された。移転に伴い、エレナ大塔店2階の本部跡地に長崎県で初となるゴールドジムが入居した。
2023年8月には楽天全国スーパーをプラットフォームビジネスとする「エレナネットスーパー」が開始された。（利用には楽天会員と楽天全国スーパー両方の登録が必要）
2025年2月1日に当社と同じ佐世保市の企業で「ぽると」をはじめとする菓子の製造販売を行う白十字パーラー（1951年創業）の全事業を2024年12月に準備会社として設立された100%子会社のぽると総本舗が譲受、グループ会社化による新体制での営業が開始された。白十字パーラーはコロナ禍による土産需要の低迷や原材料費の高騰などによって事業継続が困難な状況に陥っていたが、2024年3月から行われた協議の結果、同年12月に事業譲渡契約が締結され、白十字パーラーが持つ店舗網や従業員も新会社へ引き継がれた。

### テーマソング
- エレナ・イメージ・ソング「象が飛んでいた」[6]
- くらし良好テーマソング「くらし良好のうた」[6]

## 店舗一覧

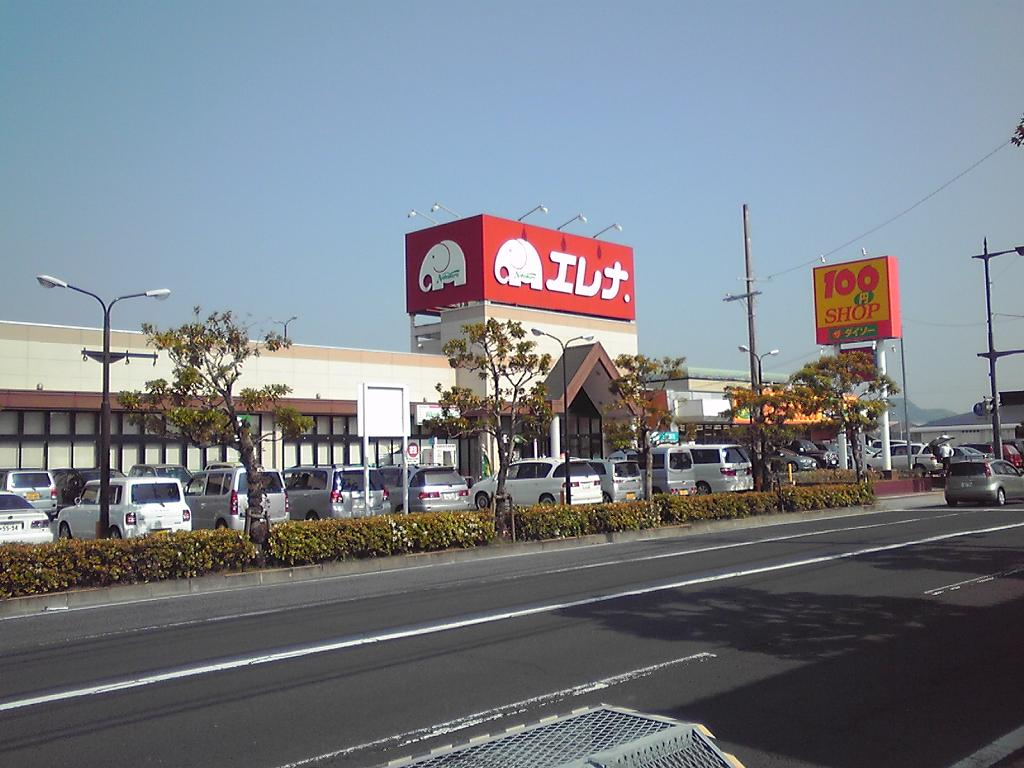
相浦店

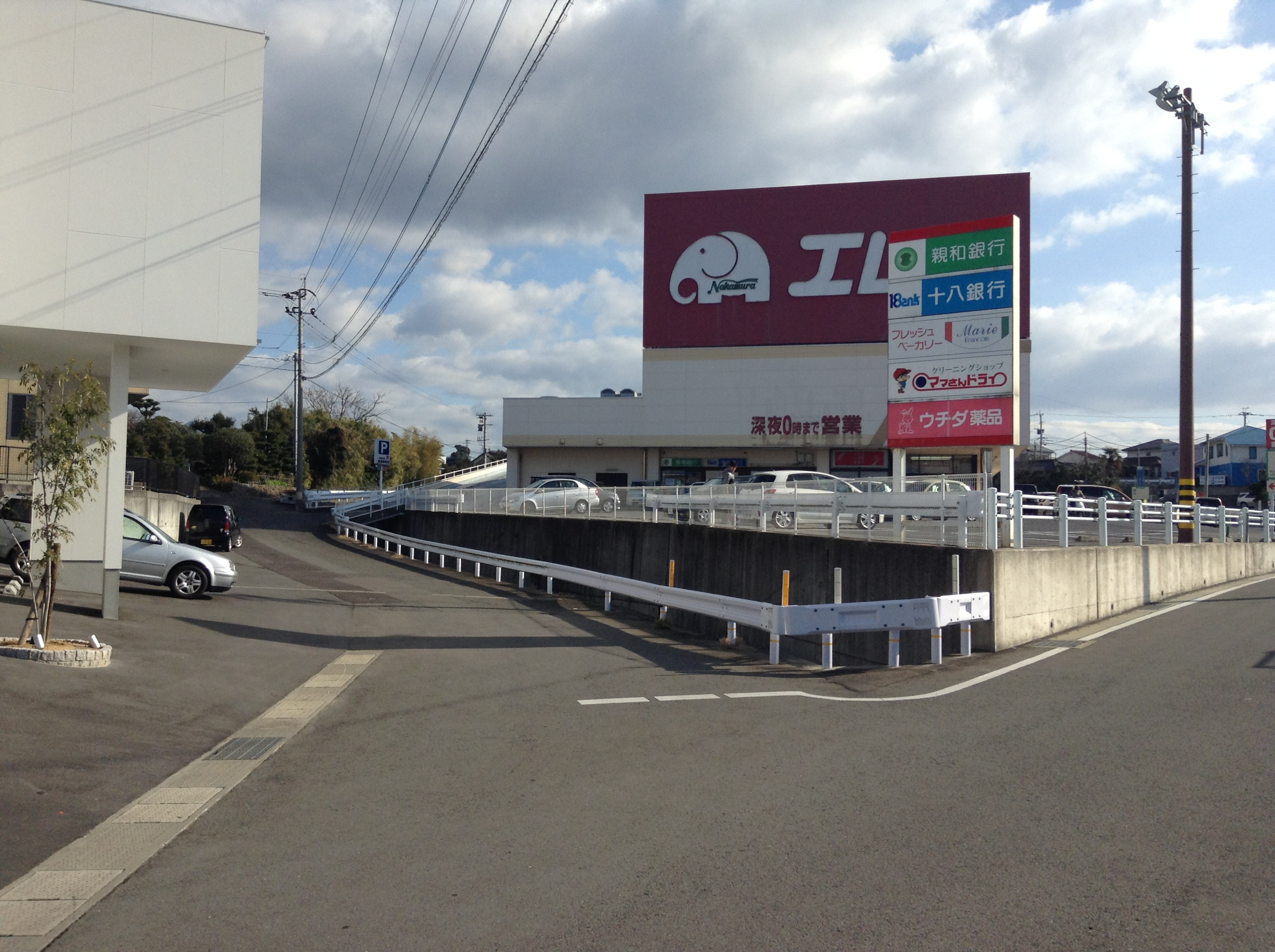
久原店

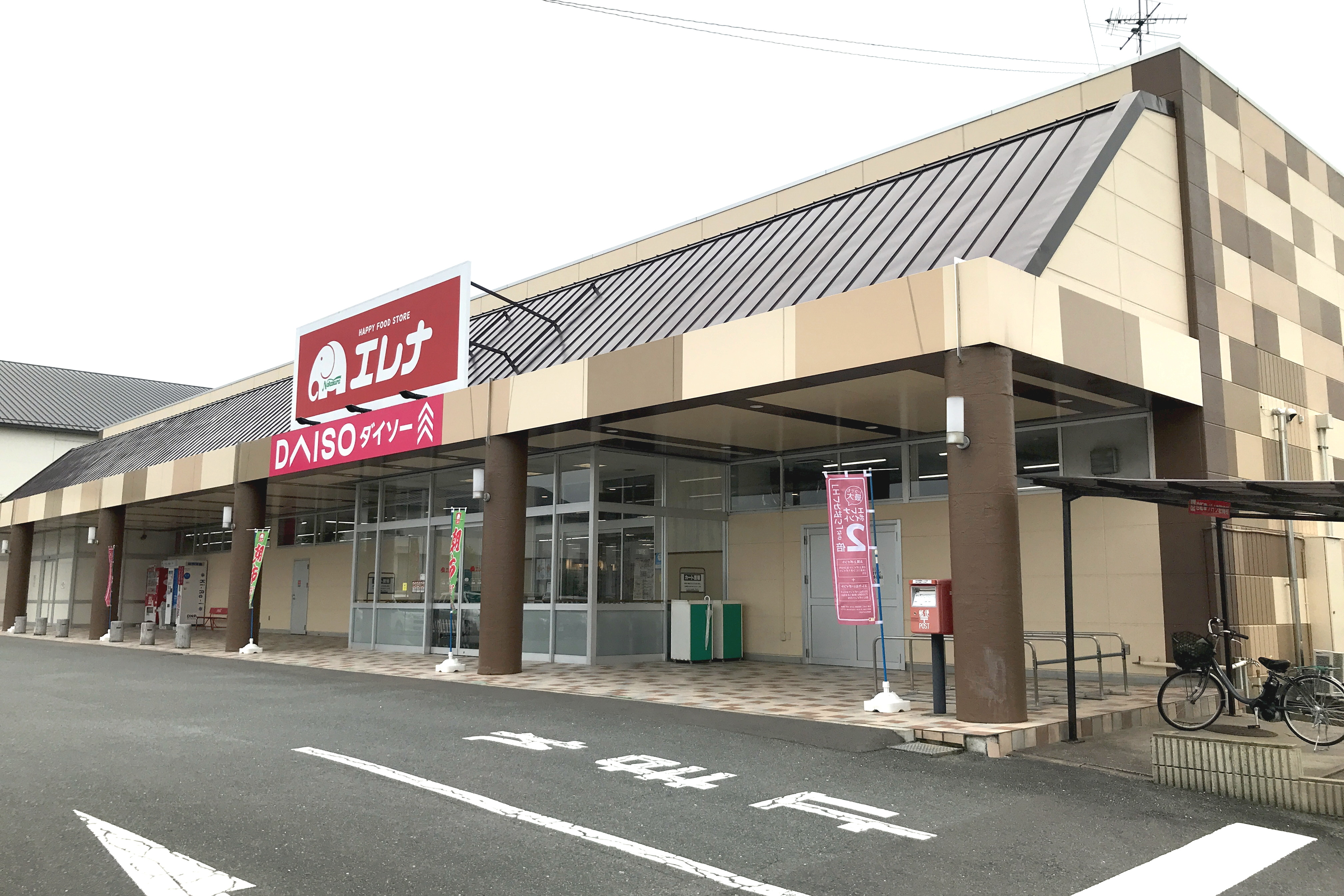
塩田店

2023年9月現在 長崎県：45店舗 佐賀県：6店舗
☆印:TSUTAYA併設店舗

★印:ダイソー併設店舗

◆印:ダイソー単独店舗

◎印:コメダ珈琲店併設店舗

### 長崎県
県北エリア
- 佐世保市：相浦店★、吉岡店、大野店、相生店、名切店、京坪店、えきマチ1丁目店、させぼ五番街店☆、山祇店、天神店、大塔店、早岐店、広田店☆
- 平戸市：田平店、平戸店◆
- 西海市：西海店
- 北松浦郡：佐々店
- 東彼杵郡：波佐見店★、川棚店、ダイソー川棚店◆

県央エリア
- 諫早市：高来店★、なかよし村有喜店
- 大村市：大村中央店★、久原店、竹松店、空港通り店◆

島原エリア
- 雲仙市：国見店
- 島原市：島原店☆★、島原栄町店

県南エリア
- 長崎市：プラっとモール長崎店◎、稲佐店、小江原店、上小島店、福田店★、日見店★、矢上店、深堀店★、三和店、琴海店◆
- 西彼杵郡：長与店、時津店

五島・壱岐エリア
- 五島市：FC福江店
- 壱岐市：FC壱岐郷ノ浦店
- 南松浦郡：FC上五島店、FC有川店

#### 補足
- 山祗店は1978年4月に2号店として開店して以来、幾度かの建て替えを行いながら37年以上にわたって長らく営業しており、現存する店舗名としては最古参である。2012年6月に道路を挟んだ向かい側の新店舗へ移転オープンした。なお、旧店舗跡は親和銀行の店外ATMコーナーを残したまま、マツモトキヨシ九州販売が運営するドラッグストアマツモトキヨシ山祗店へ転換された。そのため、店外ATMコーナー（自動サービスコーナー）の名称は十八親和銀行となった現在でも「佐世保支店 エレナ山祗店出張所」を名乗る。
- えきマチ1丁目店は2002年10月の開業当初はフレスタ店であった。2014年11月に入居する商業施設の名称が「フレスタSASEBO」から「えきマチ1丁目佐世保」へ変更されたのに伴って店舗名称を変更した。
- 2008年7月に開業したダイソー川棚店は、元々、1997年11月にTSUTAYA川棚店として開業したが、同年6月にエレナ広田店と共に開業したTSUTAYA広田店へ移転となり、店舗跡をダイソーのFC店へ転換した店舗である。
- 2009年2月に開業した京坪店は2005年8月31日をもって閉店した「ダイエー佐世保店」と同じ場所に新規出店した店舗（新築したマンションの1階部分に入居）。また、2015年11月に開業した天神店は運営会社の経営難により2014年3月末で事業を停止し閉鎖した「大宮ストアー はっぴぃ店」跡に居抜き出店した店舗である。
- 大村中央店はもともとニコニコ堂が「ビッグウェイ大村」として開業しており、後に「ニコニコドー大村店」へ屋号を変更。2003年に株式会社イズミが譲り受けて「ゆめタウン大村」として開業していたが、1年の短期間で閉鎖となった。その後、当社が再度譲り受けて新規開業したものである。2019年7月の新装開店と同時に店舗内にダイソーが開業した。
- 大野店と時津店はショッピングセンター（大野店は西肥バス大野車庫跡地に開業した「大野モール」、時津店はディスカウントストアのミスターマックスが運営する「MrMax時津ショッピングセンター」）の敷地内にあり、2店舗共に同じ敷地内にダイソーが併設されているが、いずれの店舗もエレナのFC店舗ではない。
- 小江原店のすぐ近くにダイソーの店舗があるが、エレナのFC店舗ではない。
- 2013年11月に開業したさせぼ五番街店に併設するTSUTAYAは、エレナがフランチャイズ運営する他のTSUTAYA店舗とは異なり、書籍及びCD・DVD・BD販売専門店の「TSUTAYA BOOK STORE」である。
- 島原店はアイドルマスター ミリオンライブ！に登場するキャラクターである島原エレナに通じることから、ファンから聖地として扱われており、巡礼が行われている。

### 佐賀県
- 伊万里市：伊万里店☆★
- 嬉野市：塩田店★[7]、嬉野店◆
- 唐津市：相知店、なかよし村北波多店
- 藤津郡：太良店

## ポイントカード
ポイントカードは1回の支払で200円（税抜）ごとに1ポイントが加算される。また、「プラスポイント商品」を購入した場合には、通常ポイントに加えてボーナスポイントが付与されるほか、かつては、1,000円以上購入してレジ袋を断った場合、1回の購入金額に応じてエコポイントが付与されていた（エコポイントは2020年7月1日のレジ袋有料化に伴い、同年6月30日をもって終了となった）。
貯まったポイントはエレナ（「なかよし村」を含む）直営レジに限り、会計時に1ポイント=1円で利用できる。
2016年12月1日にカード発行手数料の一部改定と発行されるカード形式の変更を実施し、従来は新規発行・再発行を問わず有料（100円）となっていたカード発行手数料を新規入会時のみ無料化し、発行されるカード形式をこれまでの親子カード3枚1組（通常サイズの親カードに短冊サイズの小カード2枚が付属する形式）から親カード1枚のみに変更した。
2017年2月2日より、電子マネー機能を備えた「スマートELLECA（エレカ）」の発行が順次開始されており、従来の「エレナポイントカード」の新規発行は同年3月30日までに終了。利用についても2018年4月30日で終了となり、「スマートELLECA」へ完全移行された。これにより、利用終了までに「スマートELLECA」への移行手続きを済ませている場合を除き、「エレナポイントカード」の会員資格が失効し、ポイントも無効となった。
なお、五島列島のFC店については、「エレナポイントカード」や「スマートELLECA」ではなく、フランチャイズ先である株式会社ドゥイングによる独自のポイントカード「ドゥインググループメンバーズカード」が発行されており、エレナが発行するカードとはシステムが異なるので注意が必要である。また、FC壱岐郷ノ浦店に関しても「スマートELLECA」非対応となっており、楽天カードやVポイントも対象外となる。
2022年4月28日より、QR・バーコード決済（PayPay・d払い・au PAY・Alipay・WeChat Pay・メルペイ・楽天ペイ・QUOカードPay・YOKA!Pay・J coin Payに対応）の取り扱いが開始されたが、「スマートELLECA」・「楽天ポイント」・「Vポイント」いずれも付与対象外となる。
また、2023年4月1日よりボーナスポイントが付与される商品を除いて酒類へのポイント付与が対象外となり、楽天ポイントやVポイントでの酒類のポイント利用が不可となった。

### パオパオ君
以前は店内入口に「パオパオ君」と呼ばれるタッチパネル式の端末が設置され、各店舗一人一日一回限り、来店ポイントを付与することができた。ポイントカード裏面にあるバーコードを「パオパオ君」の読み取り部にかざし、画面に表示された5枚のカードのどれか一つをタッチして出てきた数字がそのままポイントに加算される（加算ポイントは1・2・3・5ポイントのいずれか）。また、500ポイントに達した時は来店ポイント取得後に表示される発券ボタンを押すと500ポイント券が発行され、支払時に使用できた。通常は500円分だが、不定期に600円～700円分として使用できる場合があった。なお、ポイント券を使用して余りが出た場合、余った分を釣り銭としてもらうことが可能であった。
この「パオパオ君」だが、2010年9月にポイントカードのサービス内容改定（会計時に1ポイントから利用可能となる）に伴って同年8月30日をもって廃止となり、以降、来店ポイントの付与やポイント券の発券などができなくなった。その後、同年10月までに端末の撤去が完了した。
廃止となった来店ポイントサービスの代替処置として、2011年2月28日までの期間限定で「サンキューポイント」を設け、1回の会計で2ポイントを上乗せするサービス（付与は1店舗1日1回限りで、同一店舗で同日中に2回目以降の会計を行ってもポイントは付与されない）を行っていた。

### スタンプラリー
2013年11月からはポイントカード会員を対象とした新たな企画として「ビンゴスタンプラリー」を開始した。月初めにカードが配布され、設定されているビンゴ実施日に1,000円（税込）以上の購入でポイントカードと共にビンゴカードを提示することで指定されたカード日付の場所にスタンプが押印される（スタンプは1日1回有効）。また、月下旬の指定日には「お助けデー」が設けられており、前述の条件を満たすと空いているマスを1つ押印することができる。ビンゴが成立した場合、交換期間内に必要事項を記入の上提出すると、1列揃う毎に30ポイント、パーフェクトを達成した場合は300ポイントが加算される（通常はその場でポイント交換手続きを行いポイントが加算されるが、店舗によってはカードが預けられ、ポイント加算が後日となる場合がある）。
させぼ五番街店やminiサンクル店は開始当初未実施だったが、2014年から実施されている。ただし、フランチャイズ店舗（上五島店・有川店・福江店）では実施していないので注意が必要である。また、「ビンゴスタンプラリー」そのものが開催されていない月もある。
2015年2月には「ジャンプスタンプラリー」を開始した。押印条件は「ビンゴスタンプラリー」の時と同じだが、月曜日を除く毎日押印される上、購入金額に応じて1,000円ごとに1個押印されるようになった。さらに、期間中の指定日には1,000円毎に2個押印される「スタンプ2倍デー」が設定された。期間中にスタンプが満杯になった場合には2枚目のカードが渡される。交換期間内にスタンプカードとポイントカードをサービスカウンターに提出すると集めたスタンプの数に応じてポイントが加算される。なお、今回の「ジャンプスタンプラリー」から「なかよし村」でも実施されるようになった。
なお、スタンプラリー企画に関しては実用新案を取得している。

### スマートELLECA
「スマートELLECA」は、「エレナポイントカード」の機能に電子マネーを追加したカードである。
電子マネーを利用するには、あらかじめ店内に設置されているチャージ機にて現金チャージを行う必要がある（入金額全額がチャージされるためお釣りは出ない。また、エレナ直営レジでの現金チャージは不可であった）。チャージは1,000円単位で、1回あたり49,000円までチャージが可能である。その際、一度のチャージで一定額以上チャージした場合、インセンティブ分が上乗せしてチャージされる（特定日にはインセンティブ分が増額される場合がある）。なお、電子マネー残高は50,000円が上限となっており、それ以上のチャージはできないようになっている。また、本カードは現金払い時のポイントカードを兼ねているため、電子マネーで支払うときは、店員に「スマートELLECA」で支払う旨を伝える（セルフレジ(設置店のみ)では支払方法で電子マネーを選択する）必要があるが、金券類や切手・はがきなど電子マネーでの支払いができない商品がある。電子マネーには最終利用日または最終チャージ日から5年間の有効期限がある。
なお、新規入会・「エレナポイントカード」からのカード切替を問わず、申込時に運転免許証などの本人確認書類の提示が必要となる。カード切替の場合、「エレナポイントカード」で貯めていたポイントは全て「スマートELLECA」に引き継がれるが、事務手続き（確認作業等）の関係上、一定期間を要することや、後述する楽天ポイントのようにスマートフォンやパソコンなどの端末を利用して獲得・使用したポイントの履歴を確認するサービスが当時なかったこともあり、引き継ぎが完了したかどうかはレシートに印字される「総ポイント」で確認する必要があった。
導入店舗は2月2日に佐世保市内の一部店舗（大塔店・早岐店・広田店）を皮切りに、平戸市・北松浦郡・佐賀県伊万里市の店舗は2月23日に導入を完了し、相浦店となかよし村瀬戸越店の導入により佐世保市内の全店舗への導入も同日に完了した。その後、西海市・東彼杵郡・西彼杵郡の店舗は3月2日に、長崎市（一部店舗は3月9日に先行導入）と大村市（竹松店・大村中央店）の店舗は3月16日に、島原市・雲仙市・佐賀県藤津郡の店舗は3月23日に、諫早市（一部店舗は3月23日に先行導入）・佐賀県嬉野市・佐賀県唐津市の店舗は3月30日に順次導入され、直営の既存店舗全店への導入を完了。大村市の久原店は店舗改装の時期と重なったため、リフレッシュオープン日である4月7日に導入した。
2022年9月13日に公式スマートフォンアプリ（iOS/Android対応）がリリースされ、「スマートELLECA」と連動させることでスマートフォン上でチャージ残高やポイントの確認が可能となり、残高不足に対応するため、エレナ直営レジでの「スマートELLECA」の現金チャージが可能となった（チャージ機の場合とは異なり、セルフレジで1,000円のチャージに5,000円札を投入するなど、チャージ額以上の金額を入金した場合はお釣りが出る）。
2023年4月1日に制度が改定され、特定曜日や特売に実施していたポイントアップ制度を終了する替わりに、通常ポイントとは別に電子マネー支払時に「エレカ払いポイント」として上乗せして付与されるようになり、チャージ時のインセンティブの付与条件を変更して10,000円毎に50円から5,000円毎に25円に引き下げ。さらに、特売時には通常ポイントと「エレカ払いポイント」両方がポイントアップ、特定日に「エレカ払いポイント」のみポイントアップがそれぞれ設定され、現金払いよりも電子マネー支払いの方がより多くのポイントが付与される内容となった。
2025年3月1日にシステム変更に伴って「スマートELLECA」の現金チャージがレジでのみ可能となった。

### 楽天ポイント
2022年2月22日からは、長崎県に本社を置くスーパーマーケットで初となる楽天ポイント（楽天ペイメント）の取り扱いが開始された。
「楽天ポイントカード」またはスマートフォン向けアプリ「楽天ポイントカードアプリ」を提示することでポイント付与・ポイント利用が可能となる。ポイントの付与・利用レートはスマートELLECAやTポイントと同一である。
「楽天ポイントカード」は台紙付きで店頭に設置されており、エディオンで配布されているものと同じ「お買いものパンダ」デザインとなる。また、他の楽天ポイント加盟店で入手した「楽天ポイントカード」（楽天Edy機能付を含む）やクレジットカードの「楽天カード」でも使用可能である。
また、エレナ・エレナmini・なかよし村で入手した「楽天ポイントカード」を他の加盟店で使用することも可能である。
なお、スマートELLECAとの併用（同時提示）やレジ袋へのポイント使用が不可であることや、スマートELLECA向けに実施されている特定曜日や特売時のポイントアップの適応外となるなど、一部制約がある（例外として、楽天ポイントでのキャンペーンにより後日ポイントが追加付与されることがある）。

### Vポイント
2022年10月18日からは、Tポイント（当時、2024年4月22日付でVポイントへ改称）の取り扱いも開始された。
エレナでは従来からTSUTAYA事業でTポイントを取り扱っており、主力事業であるスーパーマーケットにも範囲を拡げての導入となる。スマートフォンアプリの「モバイルTカード」を提示することでポイント付与・ポイント利用が可能となる。ポイントの付与・利用レートはスマートELLECAや楽天ポイントと同一である。
エレナで付与されたTポイントはTSUTAYA（エレナFC店舗を含む全店舗）だけでなく、ファミリーマート、ENEOS、ウエルシアグループ（ウエルシア薬局・コクミンなど、一部グループ企業は除く）、すかいらーくグループ、オートバックス、洋服の青山、ロッテリア、エディオン、カメラのキタムラ、牛角、コンタクトのアイシティ、眼鏡市場など全国のTポイント加盟店でも利用可能である。
なお、プラスチックカード（旧Tポイント名称のカードを含む）はエレナでは利用不可となるので注意が必要である。